# Petrica Kerempuh
Petrica Kerempuh književni je lik, koji se pojavljuje u više književnih djela, a najpoznatije su "Balade Petrice Kerempuha" hrvatskog književnika Miroslava Krleže. Pučki je prorok i cinični komentator suvremenih zbivanja.
U doslovnom značenju "kerempuh" znači "crijevo, trbuh", a u prenesenom značenju označava lukavog čovjeka, veseljaka, prepredenjaka. Jakob Lovrenčić tiskao je u Varaždinu 1834. knjigu "Petrica Kerempuh iliti čini i življenje človeka prokšenoga", što je prijevod njemačke knjige s doživljajima Tilla Eulenspiegela.
Krleža je objavio "Balade Petrice Kerempuha" u Ljubljani 1936. godine, jedno od amblematskih ostvarenja srednjoeuropske literature 20. stoljeća. Preko lika Petrice Kerempuha opjevao je otpor vjekovnom tlačenju naroda. Petrica Kerempuh je zagorska varijanta flamanskoga Tilla Eulenspigela, pa i mađarskoga Mátyása Garabonciása Diáka (Matijaš Grabancijaš Dijak) kojega je obradio i Tituš Brezovački.
Dragutin Domjanić autor je malo znane marionetne igre "Petrica Kerempuh i spametni osel" u kojoj kritički i satirički opisuje hrvatske intelektualce 1920-ih godina.
Petrica Kerempuh osim kao književni lik zaživio je i u kazalištu. Na zagrebačkoj tržnici Dolac nalazi se skulptura Petrice Kerempuha kipara Vanje Radauša, postavljena 1955. godine. Sjeverno od Dolca je Trg Petrice Kerempuha na kojem se nalazi prodaja cvijeća.

## Galerija
| Miroslav Krleža - autor "Balada Petrice Kerempuha" | Petričin lik kao dio spomenika seljačkoj buni 1573. u Gornjoj Stubici | Augustinčićev monumentalni spomenik seljačkoj buni s Petricom u podnožju |